# Tratados de Orebro

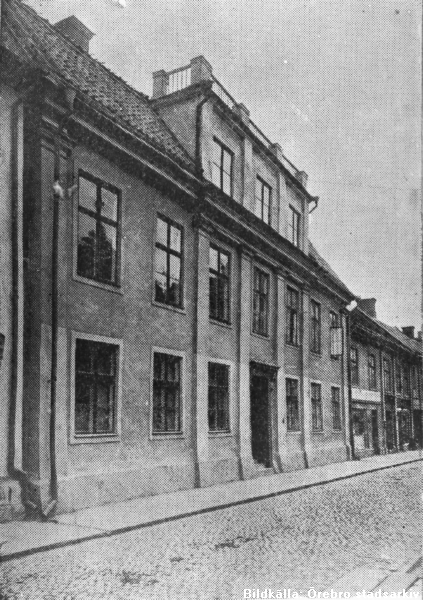
O edifício em Örebro onde os tratados foram assinados em 1812

Dois Tratados de Örebro foram assinados no mesmo dia, 18 de julho de 1812, em Örebro, Suécia. Negociados pelo ministro-plenipotenciário britânico na Suécia, Edward Thornton, eles encerraram formalmente a Guerra Anglo-Russa (1807–1812) e a Guerra Anglo-Sueca (1810–1812), nenhuma das quais havia visto um conflito militar sério.